# 大田区立雪谷中学校
大田区立雪谷中学校（おおたくりつ ゆきがやちゅうがっこう）は、東京都大田区南雪谷に所在する区立中学校。

## 沿革
出典
- 1947年（昭和22年）
  - 3月31日 - 大田区立大森第九中学校設立認可
  - 9月10日 - 校章制定
- 1950年（昭和25年）
  - 3月25日 - 校歌制定
  - 9月1日 - 大田区立雪谷中学校に改称
- 1957年（昭和32年）3月13日 - 体育館竣工
- 1986年（昭和56年）4月2日 - 重層式の第二体育館竣工
- 1988年（昭和63年）5月6日 - プール竣工
- 1991年（平成3年）3月20日 - 新校舎竣工
- 2017年（平成29年）9月3日 - 70周年を迎える

## 校歌
出典
- 野村俊夫作詞、古関裕而作曲

## 通学区域
- 東京都大田区[3]
  - 東雪谷二丁目の一部、東雪谷三丁目、東雪谷四丁目の一部、東雪谷五丁目
  - 仲池上一丁目の一部
  - 上池台三丁目の一部、上池台五丁目の一部
  - 南雪谷一丁目の一部、南雪谷二丁目の一部、南雪谷三丁目、南雪谷四丁目の一部、南雪谷五丁目の一部
  - 北嶺町の一部

## 周辺
- 東調布公園
- 大田区立雪谷小学校

## 交通アクセス
出典
- 東急池上線御嶽山駅又は雪が谷大塚駅から徒歩約13分
- JR東日本京浜東北線蒲田駅から東急バス池上営業所行で「雪が谷中学前」バス停下車すぐ